# غونزالو رودريغيز (سائق سيارة سباق)
غونزالو رودريغيز (بالإسبانية: Gonzalo Rodríguez) هو سائق سيارة سباق أوروغواياني، ولد في 22 يناير 1972 في مونتفيدو في الأوروغواي، وتوفي في 11 سبتمبر 1999 في حلبة لاغونا سيكا في الولايات المتحدة.

## وصلات خارجية
- غونزالو رودريغيز على موقع DriverDB.com (الإنجليزية)